# Año Nuevo Island
Año Nuevo Island (span.: Año Nuevo = Neujahr, also Neujahrsinsel) ist eine rund vier Hektar große felsige Insel 680 Meter vor der kalifornischen Küste beim Point Año Nuevo. Östlich davon erstreckt sich die Año Nuevo Bay.
Die Insel liegt im äußersten Süden des San Mateo County, gut 60 Kilometer südlich von San Francisco.